# Терористичні акти в Тегерані
Терористичні акти в Тегерані — серія терористичних нападів на іранський парламент та мавзолей Хомейні, що мали місце 7 червня 2017 року. У результаті атак 12 осіб загинули, понад 40 отримали поранення. Відповідальність за здійснені напади взяло на себе терористичне угруповання Ісламська Держава.

## Перебіг подій
Близько 10:15 за місцевим часом 4 озброєних озброєних автоматами Калашникова нападників вдерлися до будівлі парламенту та відкрили вогонь. Під час вторгнення нападники вбили охоронця, іншому охоронцеві вдалося знешкодити одного з терористів. Один з нападників підірвав себе у будівлі, інші двоє забарикадувалися у будівлі, взявши у заручники 4 осіб. У результаті атаки на парламент загинули 7 осіб.
Разом з тим близько 10:40 відбулася атака на мавзолей Хомейні: жінка-смертниця привела у дію вибуховий пристрій біля пам'ятки, інші троє нападників відкрили вогонь по відвідувачах. Одну з нападниць поліції вдалося затримати, один з нападників на мавзолей наклав нас себе руки, ще одного, озброєного 6 гранатами, поліція знешкодила.